# Time Out (maison d'édition)
Pour les articles homonymes, voir Time Out.
 (avril 2022).
Time Out est une maison d'édition basée à Londres (Royaume-Uni). Sa publication la plus connue est l'hebdomadaire Time Out, listant les programmes des spectacles dans différentes villes.
Le premier Time Out a été publié à Londres en 1968 avec un tirage d'environ 5 000 exemplaires. Elliot est aujourd'hui encore le propriétaire du groupe. Le magazine est maintenant décliné pour plusieurs villes et en guide de voyage[réf. souhaitée], ainsi qu'en site internet.
Le magazine contient pour chaque ville des renseignements concernant des manifestations telles que les films, les théâtres, la mode, la littérature et tout autre événement artistique. Les événements listés sont complétés par des articles dans lesquels des célébrités apparaissent régulièrement dans un des événements inscrits[réf. souhaitée].